# Dane DeHaan
Dane William DeHaan (/dəˈhɑːn/ də-HAHN; sinh ngày 06 tháng 2 năm 1986) là một diễn viên người Mỹ. Vai diễn của anh gồm có Andrew Detmer trong Chronicle (2012), Harry Osborn trong The Amazing Spider-Man 2 (2014), Lockhart trong phim của đạo diễn Gore Verbinski, A Cure for Wellness (2016) và nhân vật chính trong Valerian and the City of a Thousand Planets (2017) của đạo diễn Luc Besson. Anh cũng đã xuất hiện trong một số quảng cáo cho Prada.